# Le correnti dello spazio
Le correnti dello spazio (The Currents of Space) è un romanzo di fantascienza di Isaac Asimov pubblicato nel 1952. La sua collocazione cronologica all'interno della serie del Ciclo dell'Impero è a tutt'oggi difficile da stabilire: i fatti di questo libro sono indubbiamente susseguenti a Il tiranno dei mondi e precedenti a Paria dei cieli ma, come Asimov stesso stabilisce nella prefazione di Preludio alla Fondazione, Le correnti dello spazio dovrebbe essere il primo, nell'ordine di successione interna del ciclo.
La collocazione nel ciclo dell'Impero è puramente cronologica, dato che l'unico vero collegamento è il nome di Trantor. Gli eventi sono slegati da quelli narrati negli altri romanzi di Asimov, in quanto la storia era nata come a sé stante e solo dopo decenni l'autore ha deciso di riunire la sua produzione in un ciclo (a differenza della progressiva costruzione della Storia futura di Robert A. Heinlein).
In linea con le limpide e rigorose trattazioni scientifiche di Asimov, nelle pagine conclusive è presentata un'esposizione sistematica della nucleosintesi degli elementi chimici all'interno delle stelle, su cui poggia l'affascinante idea delle devastanti correnti spaziali.

## Trama
Uno scienziato terrestre invia, prima di atterrare sul pianeta Sark, un messaggio urgente: il vicino pianeta Florina sarebbe vicino alla distruzione. Egli viene però catturato da un misterioso personaggio e sottoposto a un trattamento che gli provoca la perdita della memoria e di alcune facoltà intellettive. Viene ritrovato in stato semivegetativo nei pressi di un villaggio di Florina dal Borgomastro Myrlyn Terens e dall'operaia tessile Valona March, i quali se ne prendono cura e gli danno il nomignolo Rik.
Un anno dopo, Rik comincia a ricordare brandelli del suo passato, sicché i tre, assieme a diversi agenti segreti di Trantor, grande potenza interplanetaria, cercano di indagare sul pericolo che incomberebbe su Florina. Alla questione si interessa non poco anche Fife, il più potente e ricco dei cinque signori feudali di Sark, dal momento che Florina è l'unico mondo su cui si coltiva il kyrt, una pianta dalle cui fibre, opportunamente lavorate negli opifici, si ricava il tessuto più pregiato della Galassia, fonte primaria della potenza economica di Sark.
Fra una scia di omicidi, intrighi e peripezie dei protagonisti, che coinvolgono anche Samia, la figlia prediletta di Fife, la resa dei conti avviene nell'Ambasciata trantoriana su Sark, dove Valona smaschera Terens e il suo ingenuo piano per liberare Florina dal dominio sarkita, mentre l'ambasciatore Abel, con l'aiuto di un altro scienziato, Junz, fa luce su ciò che Rik aveva scoperto prima del trattamento: una corrente spaziale di atomi di carbonio, attraversando il sole di Florina, ne avrebbe causato una spaventosa e improvvisa esplosione. Florina viene perciò evacuato e Fife rinuncia definitivamente al suo monopolio sul kyrt e al suo potere economico sui mondi vicini, dando così via libera alla definitiva affermazione dell'Impero di Trantor su tutta la Galassia.

## Edizioni
- Isaac Asimov, The Currents of Space, Doubleday, 1952.
- Isaac Asimov, Correnti dello spazio, traduzione di Maria Gallone, collana Biblioteca Economica Mondadori n° 20, Arnoldo Mondadori Editore, 1955.
- Isaac Asimov, Le correnti dello spazio, traduzione di Maria Gallone, collana Urania n° 464, Arnoldo Mondadori Editore, 1967.
- Isaac Asimov, Le correnti dello spazio, traduzione di Maria Gallone, collana Oscar Mondadori n° 639, Arnoldo Mondadori Editore, 1976.